# His Ballad
《His Ballad》는 한국의 싱어송라이터 이승환의 첫 번째 베스트 앨범이다. 일반적으로 베스트앨범은 단순히 히트곡을 모아놓은 것에 지나지 않는 데 반해 이 앨범은 데이비드 캠벨이 편곡을 맡은 곡을 제외한 수록곡 전부를 새롭게 편곡한 점이 높은 평가를 받았다.

## 1st Edition
1. "천일동안" – 5:52
2. "너를 향한 마음" – 3:17
3. "이상과 현실" – 2:23
4. "너의 기억" – 3:00
5. "그들이 사랑하기까지" (duet with 강수지) – 4:07
6. "회상이 지나간 오후" – 3:30
7. "다만" – 4:12
8. "화려하지 않은 고백" – 4:24
9. "애원" – 5:32
10. "마법의 성" – 4:16
11. "그가 그녈 만났을 때" – 4:38
12. "내가 바라는 나" – 4:15
13. "침묵의 기록" – 4:29
14. "눈물로 시를 써도" – 3:58
15. "한 사람을 위한 마음" (duet with 오태호) – 4:50
16. "텅 빈 마음" – 4:15
17. "가족" – 5:35
18. "내 어머니" – 4:31

부클릿이 골판지 재질로 되어있는 점이 특이하다. CD는 싱글 쥬얼 케이스에 담겨있다.
3, 5, 13번 트랙은 신곡이다. 여기서 강수지와 듀엣을 한 것이 인연이 되어 1년 뒤 강수지의 앨범 《Wish》에 수록된 곡 ‘이제야 이별할 수 있어요’를 듀엣으로 부르게 된다.

## 2nd Edition
‘너를 향한 마음‘과 ’회상이 지나간 오후’의 작곡가인 어수은이 자신의 허락 없이 자신의 곡을 이승환이 편곡해 베스트 앨범에 수록했다며 소송을 제기했다. 후에 이승환은 승소했지만 재판의 여파로 이 두 곡이 빠진 채 재발매된다.

## 3rd Edition
‘텅 빈 마음’마저 트랙 리스트에서 빠져 15곡 수록으로 줄었다. ‘화려하지 않은 고백’은 재편곡되어 수록되었다.
앨범 디자인도 지극히 간단하게 바뀌었다.

## 4th Edition
2003년 3월 His Ballad II가 발매되면서 His Ballad도 색깔만 바꾼 같은 디자인으로 리패키지되어 재발매되었다.
13번 트랙에 ‘슬픔에 관하여’가 추가되었다. 이 트랙은 유치뽕에 수록된 버전이다.

## 스태프
- Executive Producer 이승환
- Engineered by 노양수, 고현정, 엄현우, Neil Avron, Gabe Veltri
- Assistant Engineering 이동녘, 류재경, 김경환, 정기홍, 곽석원, 박혁, 이정석, James Murray, Tony Rambo
- Recorded at DreamFactory, Andora Studio, Seoul Studio, Record Plant, A&M Studio, Bay Studio, Valley Studio, Conway Studio
- Mixed at DreamFactory
- Mixed by 임창덕, 노양수, Roland Herrington, Neil Avron, Gabe Veltri
- Mastered by Bernie Grundman
- Style & Make Up 김주연
- Managed by 금병근
- Photographer 안성진, 김대현
- Project Cordinator in LA Eddie Jun, Youngjin Paik, Jin Cho
- Project Cordinator in London 김재경, 전상규
- Design 이강현
- Producer 이승환

## 같이 보기
- 이승환 디스코그래피
- His Ballad II